# Capnia khubsugulica
Capnia khubsugulica is een steenvlieg uit de familie Capniidae. De wetenschappelijke naam van de soort is voor het eerst geldig gepubliceerd in 1987 door Zhiltzova & Varykhanova.